# Relaciones Catar-Estados Unidos
Las relaciones Catar-Estados Unidos son las relaciones diplomáticas entre Estados Unidos y Catar. Catar y los Estados Unidos son aliados estratégicos.

## Historia
Los Estados Unidos establecieron relaciones diplomáticas con Catar el 19 de marzo de 1972, cuando el diplomático William Stoltzfus se reunió con funcionarios del gobierno de Catar y presentó sus credenciales. Las relaciones bilaterales entre los dos países se han ampliado desde la apertura de la embajada de los Estados Unidos en Doha en marzo de 1973. El primer embajador residente de los Estados Unidos llegó en julio de 1974. Catar y los Estados Unidos coordinan estrechamente las iniciativas diplomáticas regionales del Medio Oriente para aumentar la seguridad en el Golfo Pérsico. Los dos países también tienen amplios vínculos económicos, especialmente en el sector hidrocarburos. Catar también ha desarrollado instituciones educativas internacionales en la región para atender al mercado del Medio Oriente. Catar también alberga una instalación militar estadounidense.

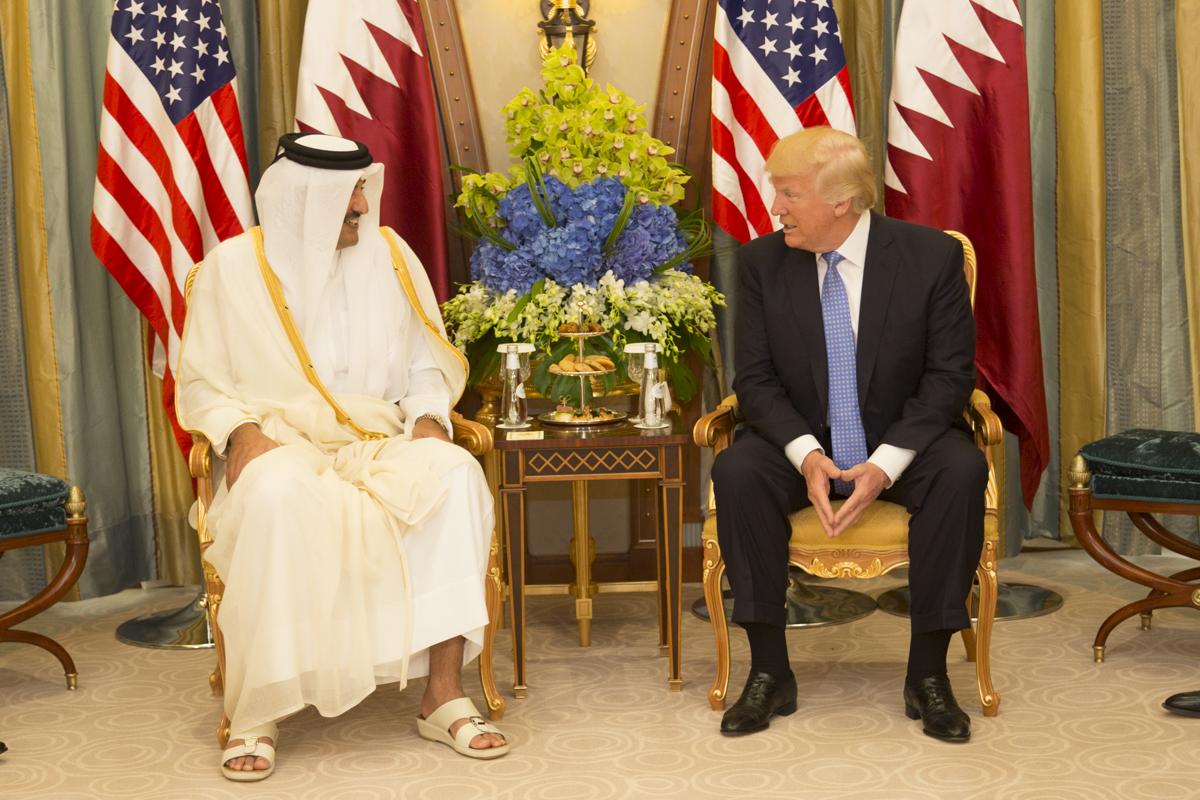
Presidente de los Estados Unidos Donald Trump con Emir de Catar Tamim bin Hamad Al Thani, mayo de 2017

Durante la Crisis diplomática de Catar de 2017-2018, el presidente de los Estados Unidos Donald Trump reclamó el crédito por diseñar la crisis diplomática en una serie de tuits. El 6 de junio, Trump comenzó a tuitear: "Durante mi reciente viaje a Medio Oriente, declaré que ya no se puede financiar la ideología radical. Los líderes señalaron a Catar: ¡mira!" Una hora y media después, comentó en Twitter que era "bueno ver la visita de Arabia Saudita con el Rey y 50 países que ya estaban dando sus frutos. Dijeron que tomarían una línea dura en la financiación del extremismo, y todas las referencias [sic] estaba apuntando a Catar. ¡Quizás este sea el principio del fin del horror del terrorismo! " Esto contrasta con los intentos de El Pentágono y Departamento de Estado de permanecer neutral. El Pentágono elogió a Catar por albergar la Base Aérea Al Udeid y por su "compromiso duradero con la seguridad regional". El embajador en Catar, Dana Shell Smith, envió un mensaje similar. Anteriormente, el  Secretario de Estado había tomado una postura neutral y pidió diálogo. Catar alberga a unos 10.000 soldados estadounidenses en la Base Aérea Al Udeid, que alberga la base operativa avanzada del [Comando Central de los Estados Unidos] que desempeña un papel de mando en los ataques aéreos estadounidenses en Siria, Irak y Afganistán. Un portavoz del Pentágono afirmó que la crisis diplomática no afectaría la postura militar estadounidense en Catar. El 8 de junio, el presidente Donald Trump, durante una llamada telefónica con Emir de Catar Tamim bin Hamad Al Thani, se ofreció como mediador en el conflicto con una reunión de la Casa Blanca entre las partes, si fuera necesario. La oferta fue rechazada y el funcionario catarí declaró: "El emir no tiene planes de abandonar Qatar mientras el país está bajo bloqueo". El 9 de junio, Trump una vez culpó a Catar, calificó el bloqueo de "duro pero necesario" al tiempo que afirmaba que Catar había estado financiando el terrorismo a un "nivel muy alto" y describió al país como "ideológico extremista en términos de financiamiento" . Esta declaración estuvo en conflicto con los comentarios del Secretario de Estado Tillerson el mismo día, en los que se pedía a los estados del Golfo que redujeran el bloqueo.
El 30 de enero de 2018 se celebró una reunión inaugural del Diálogo Estratégico Estados Unidos-Catar, copresidida por el Secretario de Estado de los Estados Unidos Rex Tillerson, el Secretario de Defensa de los Estados Unidos Jim Mattis, el Viceprimer Ministro de Catar y el ministro de Estado para la Defensa Khalid al-Attiyah y el Viceprimer Ministro y Ministro de Relaciones Exteriores de Catar Mohammed bin Abdulrahman Al Thani. La reunión expresó la necesidad de una resolución inmediata de la crisis que respete la soberanía de Catar. En una Declaración conjunta sobre cooperación en materia de seguridad, los Estados Unidos expresaron su disposición a disuadir y enfrentar cualquier amenaza externa a la integridad territorial de Catar. Catar ofreció ayudar a financiar la expansión de las instalaciones en las bases de los Estados Unidos en Catar.

## Lazos educativos
Cientos de estudiantes de Catar estudian en los Estados Unidos. Seis universidades de los Estados Unidos tienen sucursales en el complejo [Ciudad de la Educación] de Catar. Hay Virginia Commonwealth University Escuela de Artes de Catar (VCUQ), Weill Cornell Medical College en Catar (WCMC-Q), Texas A&M University en Catar (TAMUQ), Universidad Carnegie Mellon en Catar (CMU-Q), Georgetown University School of Foreign Service en Catar (SFS-Qatar), and Northwestern University in 2008.

## Intercambios diplomáticos

### Visitas diplomáticas
Emir Tamim bin Hamad Al Thani visitó Washington por última vez en mayo de 2017, y el Presidente George W. Bush visitó Catar en 2003, donde habló a las tropas estacionadas allí.
Donald Rumsfeld, el 21 ° Secretario de Defensa de 2001 a 2006, también visitó Catar en 2002. Secretario de Estado Hillary Clinton visitó Catar en febrero de 2010, y el secretario John Kerry viajaron a Catar en marzo de 2013.

### Personal residencial
Estados Unidos
Los principales funcionarios de los Estados Unidos incluyen:
- Embajador - Vacante desde el 20 de junio de 2017
- Encargado de negocios a.i - Ryan M. Gliha[28]

Estados Unidos mantiene una embajada. en Doha, Catar.
Catar
Los principales funcionarios de Catar incluyen:
- Embajador - Sheikh Meshal bin Hamad Al-Thani: Embajador de Catar en los Estados Unidos desde diciembre de 2016[30]

Catar mantiene una embajada en Washington D. C.

## Relaciones militares
A partir de 1992, Catar ha establecido vínculos militares íntimos con los Estados Unidos, y ahora es la ubicación del cuartel general delantero del Comando Central de los Estados Unidos y el Centro de Operaciones Aéreas Combinadas.
A 2015, Actualmente existen las siguientes bases americanas:
- Base Aérea Al Udeid
- Base As Sayliyah Army

En 2003, se cerró la base militar estadounidense Base aérea internacional de Doha (también conocida como Camp Snoopy).
El ex Secretario de Defensa de los Estados Unidos Robert Gates declaró en mayo de 2017 que no "conoce los casos en los que Catar persigue agresivamente las redes (finanzas del terrorismo) de Hamas, Talibanes, Al-Qaeda" y eso " Mi actitud hacia Al-Udeid y cualquier otra instalación es que el ejército de los Estados Unidos no tiene una instalación insustituible ". Catar alberga la base estadounidense más grande de Medio Oriente, la Base Aérea Al Udeid, que ha sido utilizada por los Estados Unidos en sus campañas en Irak, Siria y Afganistán.
En 2014, los Estados Unidos vendieron armas por valor de $ 11 mil millones a Catar, incluidos AH-64 Apache helicópteros de ataque y  Patriot y FGM-148 Javelin sistemas de defensa.
En junio de 2017, Catar firmó un acuerdo de $ 12 mil millones para comprar 36 F-15QA avión de ataque de los Estados Unidos, con Boeing como contratista principal en la venta.

## Ayuda por el desastre
Catar donó $ 100 millones en ayuda a Nueva Orleans después de que el huracán Katrina devastara la costa del Golfo en agosto de 2005.
Cuando el huracán Harvey golpeó el estado de Texas de agosto a septiembre de 2017, el embajador de Catar anunció el 8 de septiembre que el país donaría $ 30 millones en ayuda para reconstruir Texas.